# (126245) Kandókálmán
(126245) Kandókálmán est un astéroïde de la ceinture principale.

## Description
(126245) Kandókálmán est un astéroïde de la ceinture principale. Il fut découvert le 13 janvier 2002 à Piszkesteto par Krisztián Sárneczky et Zsuzsanna Heiner. Il présente une orbite caractérisée par un demi-grand axe de 2,23 UA, une excentricité de 0,20 et une inclinaison de 3,3° par rapport à l'écliptique.

## Compléments